# فرنك كونغوي
الفرنك الكونغولي (بالفرنسية: franc congolais) هي عملة جمهورية الكونغو الديمقراطية الرسمية.

## الفرنك الأول
ظهر الفرنك أول مرة في عام 1887 لاستخدام في دولة الكونغو الحرة. وبعد ضمها من قبل بلجيكا، استمرت العملة في الكونغو البلجيكية . وكانت قيمة الفرنك مساوية للفرنك البلجيكي. ومن عام 1916، استخدم الفرنك الكونغولي أيضا في روندا-أوروندي، ظل الفرنك عملة الكونغو بعد الاستقلال حتى عام 1967، عندما اُدخل الزير، بمعدل 1 زير = 1000 فرنك.

## الفرنك الثاني
أعيد استخدام الفرنك في عام 1997 ليحل محل الزائر الجديد بمعدل 1 فرنك = 100000 زير جديد. وكان هذا يعادل 300 تريليون فرنك قديم. لم يتم إصدار العملات المعدنية مطلقًا.

### الأوراق النقدية
في 30 يونيو 1998، ظهرت أوراق نقدية بفئات 1 و 5 و 10 و 20 و 50 سنتًا و 1 و 5 و 10 و 20 و 50 و 100 فرنك، على الرغم من أن جميعها مؤرخة في 01.11.1997. فقد ظهرت فئة 200 فرنك في عام 2000، تلتها 500 فرنك في عام 2002.
في عام 2010، أصدر بنك الكونغو المركزي 20 مليون ورقة نقدية بقيمة 500 فرنك للاحتفال بالذكرى الخمسين لاستقلال البلاد عن بلجيكا. وفي 2 يوليو 2012، أصدر بنك الكونغو المركزي عملات ورقية جديدة من فئات 1000 و 5000 و 10000 و 20000 فرنك.
| (إصدار 01.11.1997)                      | (إصدار 01.11.1997) | (إصدار 01.11.1997)            | (إصدار 01.11.1997)                | (إصدار 01.11.1997)                     |
| الصورة                                  | القيمة             | اللون الرئيسي                 | الوجه                             | العكس                                  |
| --------------------------------------- | ------------------ | ----------------------------- | --------------------------------- | -------------------------------------- |
|                                         | سنتيم              | أخضر زيتوني، بنفسجي وبني غامق | حصاد البن                         | بركان نيراجونجو                        |
|                                         | 5 سنتيم            | بنفسجي                        | قناع سوكو                         | قيثارة زاندي                           |
|                                         | 10 سنتيم           | أحمر- بنفسجي وبني غامق        | قناع بيندي                        | راقصة بيندي                            |
|                                         | 20 سنتيم           | الأزرق والأخضر والأسود        | ظباء                              | حديقة أوبمبا الوطنية                   |
|                                         | 50 سنتيم           | بني                           | أكاب                              | أكاب في محمية أوكابي للحياة البرية     |
|                                         | فرنك               | أزرق وبنفسجي                  | مجمع صهر النحاس                   | باتريس لومومبا مع رفاقه بعد القبض عليه |
|                                         | 5 فرنكات           | أرجواني وأسود                 | وحيد القرن، حديقة غارامبا الوطنية | شلالات كاموانجا                        |
|                                         | 10 فرنك            | أحمر بنفسجي                   | قناع Tête-à-Tête                  | تمثال لوبا                             |
|                                         | 20 فرنك            | بني وأحمر                     | أسد، حديقة كونديلونجو             | لبؤة مع أشبالها                        |
|                                         | 50 فرنك            | أزرق                          | قناع Mwana Pwo                    | قرية الصيادين على نهر الكونغو          |
|                                         | 100 فرنك           | أحمر                          | فيل، حديقة فيرونغا الوطنية        | سد "إنجا 2"                            |
| (إصدار 30.06.2000 و 04.01.2002 (2003))  |                    |                               |                                   |                                        |
|                                         | 200 فرنك           | أرجواني وأخضر زيتوني          | عمل ميداني                        | طبالون                                 |
|                                         | 500 فرنك           | أزرق                          | تعدين الألماس                     | تعدين الألماس بوادي إترويت             |
| (إصدارا 02.02.2005 و 18.02.2006 (2012)) |                    |                               |                                   |                                        |
|                                         | 1000 فرنك          | أخضر                          | أكاب                              | ببغاء رمادي أفريقي، ذرة                |
|                                         | 5000 فرنك          | بني                           | حمير وحشية، تمثال هيمبا           | دجاج غيني أبو خوذة، المانيوك           |
|                                         | 10,000 فرنك        | أرجواني                       | جاموسي ماء، تمثال                 | طائر على فرع شجرة موز                  |
|                                         | 20,000 فرنك        | أصفر                          | زرافات. باشيليلي                  | أشجار النخيل، كركيين رماديين           |